# Петриашвили, Василий Моисеевич
Василий Моисеевич Петриашвили (Петриев) (груз. ვასილ მოსეს ძე პეტრიაშვილი; 1845—1908) — российский учёный-химик грузинского происхождения; специалист в области химии вина.

## Биография
Родился 20 февраля (4 марта) 1845 года (или 25 апреля 1845) в селе Цаласкури (груз.), близ Тбилиси (ныне — Гардабанский муниципалитет).
В 1865 году Василий Петриашвили окончил Тбилисскую духовную академию и продолжил обучение в открывшемся Новороссийском университете. Первоначально он был записан, как Петриев Василий, сторонним слушателем юридического факультета.
Окончив в 1870 году физико-математический факультет Новороссийского университета, был оставлен в нём для подготовки к преподавательской деятельности на кафедре технической химии. С 1873 года стажировался в Бонне (в лаборатории Ф. А. Кекулле), Париже и других европейских странах. С 1879 года — профессор технической химии; с 1905 года — декан. В 1907 году был избран ректором Новороссийского университета.
Научную деятельность начал под руководством А. А. Вериго. Работал в области органической химии: изучил многочисленные азосоединения, дал представление об их строении. В 1877 году открыл первое исключение из правил Бутлерова и доказал возможность существования соединений с двумя ОН-группами у одного атома углерода.
С 1885 года занимался исследованиями в области физической химии: собрал большой экспериментальный материал, подтверждающий закон действующих масс; установил связь между атомными массами металлов и их взаимной вытесняемостью из солей в водных растворах.
Умер 26 июля (8 августа) 1908 года в Карлсбаде (ныне —Карловы Вары, Чехия). Похоронен был сначала в Одессе, затем в Тбилиси — на кладбище Вере, а впоследствии — на кладбище Ваке.

### Отдельные издания
- Действие слабой азотной кислоты на этилкротоновую кислоту; О дибромо- и диоксималоновых кислотах. — Одесса, 1874.
- О действии амальгамы натрия на средние эфиры некоторых многоосновных кислот / [Соч.] В. Петриева и А. Эгиза. — Одесса: тип. Л. Нитче, [1874]. — 15 с.
- О диоксимасляной и бромооксимасляной кислотах; Об оксиизопировинной и бромоцианомасляной кислотах, полученных из эфира дибромомасляной кислоты / [Соч.] В. Петриева и Е. Эгиза. — Одесса: тип. Л. Нитче, [1874]. — 12 с.
- О моно- и ди-оксималоновых кислотах. — Одесса, 1877.
- Материалы к вопросу об измерении силы химического сродства. — Одесса, 1885.
- О скоростях реакций при двойных разложениях и влияние частичного веса кислот и их строения на эти величины / Изследование В. М. Петриева. — Одесса: Тип. Шульце, 1891. — 68 с., : 3 л. табл
- Значение чистых культивированных дрожжей в процессах брожения вообще и в виноделии в частности. — Одесса, 1899 (соавторы Л. Зильберберг, И. Лейтес).
- Производство уксуса. — Одесса, 1905.

### Журнальные статьи
- Влияние срывания листьев на вызревание винограда. — Вестник виноделия, 1896, № 7.
- Новый способ выделки белого вина из красного винограда. — Вестник виноделия, 1898, № 10.
- Исследование многоурожайных виноградников. — Вестник виноделия, 1902, № 10.
- Применение сернистой кислоты в виноделии. — Вестник виноделия, 1902, № 11—12.
- Применение казеина к оклеиванию вина. — Вестник виноделия, 1903, № 3.

В. М. Петриашвили является также автором учебника «Производство вина» (1895) на грузинском языке.